# Virgen entronizada adorando al Niño dormido
Virgen entronizada adorando al Niño dormido (en italiano: Madonna in trono che adora il Bambino dormiente) es una pintura al temple sobre tabla de 1475 de Giovanni Bellini, en la Galería de la Academia de Venecia, la cual la adquirió en 1812.

## Descripción
La pintura muestra a la Virgen en un trono clasicista adorando al Niño dormido en sus rodillas. Sus aureolas son discos de oro sólido y la Virgen porta su atuendo clásico: un velo blanco, túnica roja y manto azul. Sus manos se alzan en oración. El fondo es un cielo con nubes.